# Orthopyxis compressima
Orthopyxis compressima is een hydroïdpoliep uit de familie Campanulariidae. De poliep komt uit het geslacht Orthopyxis. Orthopyxis compressima werd in 1992 voor het eerst wetenschappelijk beschreven door Kubota & Yamada. 